# Antoni Stupnicki
Antoni Łomiec (Łomia) Stupnicki (ur. ok. 1823/1824 w Seredniem Wielkim, zm. 17 listopada 1908 w Sanoku) – polski ziemianin, powstaniec styczniowy, urzędnik sądowy.

## Życiorys
Antoni Łomiec Stupnicki urodził się w Serednem Wielkim. Był synem Jana Stupnickiego i Katarzyny z domu Krzyżaszewskiej. W połowie XIX wieku był właścicielem posiadłości tabularnej Serednie Małe. Uczestniczył w powstaniu styczniowym 1863.
Od około 1861 był kancelistą w C. K. Urzędzie Powiatowym w Skolem, zaś około 1865/1866 równolegle był kancelistą w C. K. Urzędzie Powiatowym w Boryni. Następnie, od około 1867 był kancelistą w C. K. Sądzie Powiatowym w Skolem. W latach od około 1869 do około 1879 pracował jako kancelista w C. K. Sądzie Powiatowym w Dubiecku. Od około 1879 do 1887 był przydzielony jako kancelista w C. K. Sądzie Obwodowym w Przemyślu (od 1886 wymieniany na pierwszej pozycji w gronie ok. 10 tamtejszych kancelistów). W 1887 został przeniesiony do utworzonego w tym roku C. K. Sądu Obwodowego w Sanoku, w którym pracował jako adjunkt w urzędzie pomocniczym (kierowanym przez Karola Duchiewicza, przeniesionego także z Przemyśla) do około 1898. W międzyczasie w 1897 jako adjunkt kancelaryjny został mianowany przez C. K. Wyższy Sąd Krajowy we Lwowie oficjałem kancelaryjnym w X klasie rangi prowadzącym księgi gruntowe. Objął opróżnione miejsce w Radzie Miejskiej w Sanoku, w dniu 13 sierpnia 1889 złożył ślubowanie i pełnił mandat w latach 90.. Na posiedzeniu rady miejskiej 18 lipca 1895 przyjęto jego rezygnację z godności radnego (liczył wówczas 72 lata).
6 lipca 1907 był świadkiem na ślubie Mariana Szajny i Aleksandry z domu Piech (córka Aleksandra i Józefy z domu Stupnickiej, żyjącej w latach 1852-1934). Zmarł 17 listopada 1908 w Sanoku (według księgi parafialnej w wieku 84 lat, co oznaczałoby, że urodził się około 1824). Został pochowany 19 listopada 1908 na cmentarzu przy ul. Rymanowskiej w Sanoku w I dzielnicy. Był żonaty z Emilią Julią Amalią (ur. ok. 1833 w Mchawie, córka Emiliana Rylskiego – właściciela dóbr ziemskich Bachlowa, Dziurdziów, Hoczew w okolicach Serednego – i Krystyny z domu Bogdanowicz, po pierwszym mężu Janowska, właścicielka realności w Sanoku, zmarła tamże 18 maja 1899 w wieku 66 lat). Oboje zamieszkiwali w Sanoku w domu pod numerem 74. Dziećmi Antoniego i Emilii byli Michalina Helena Stupnicka (1873-1949, powszechnie określana swoim drugim imieniem) i Mieczysław, oboje zamieszkujący w dworku rodzinnym przy ul. Tadeusza Kościuszki w Sanoku 32.